# Nematanthus gregarius
Nematanthus gregarius es una especie de planta Eudicotiledónea nativa de Brasil.
Es una planta de tendencia epífita y rastrera, por lo que se puede cultivar en maceta colgante, pertenece a la familia Gesneriaceae. Sus hojas son pequeñas, ovaladas y gruesas, de color verde oscuro y brillante, con tallos que pueden alcanzar los 60 cm de longitud y que suelen volverse leñosos en la base para soportar mejor el peso.
Las flores tienen sus pétalos fusionados en forma de “bolsa”, son de un color naranja intenso y de tacto ceroso, con la garganta amarilla y un pequeño orificio, lo que les da la apariencia de pequeños peces, de allí uno de sus nombres comunes “pececillo”. La floración generalmente comienza al final de la primavera o comienzos del verano, aunque puede hacerlo en otros periodos del año, sobre todo cuando se la cultiva en climas templados o en interiores. 
Necesita bastante luz para producir flores, pero sin llegar a ser expuesta a pleno sol.
Los riegos no deben ser demasiado abundantes, ya que el exceso de agua puede causar pudrición en las raíces.
El sustrato puede mantenerse ligeramente húmedo, si las temperaturas son altas, se pueden humedecer las hojas con un pulverizador, no es muy exigente con el abonado, pero se la puede regar entre marzo y agosto (hemisferio?) con una solución diluida de abono líquido para plantas de flor. 
No es muy susceptible al ataque de plagas o enfermedades, aunque hay que tener cuidado con la cochinilla algodonosa y los áfidos. 
Se puede multiplicar por esquejes; en verano es la mejor época para hacerlo.

## Galería

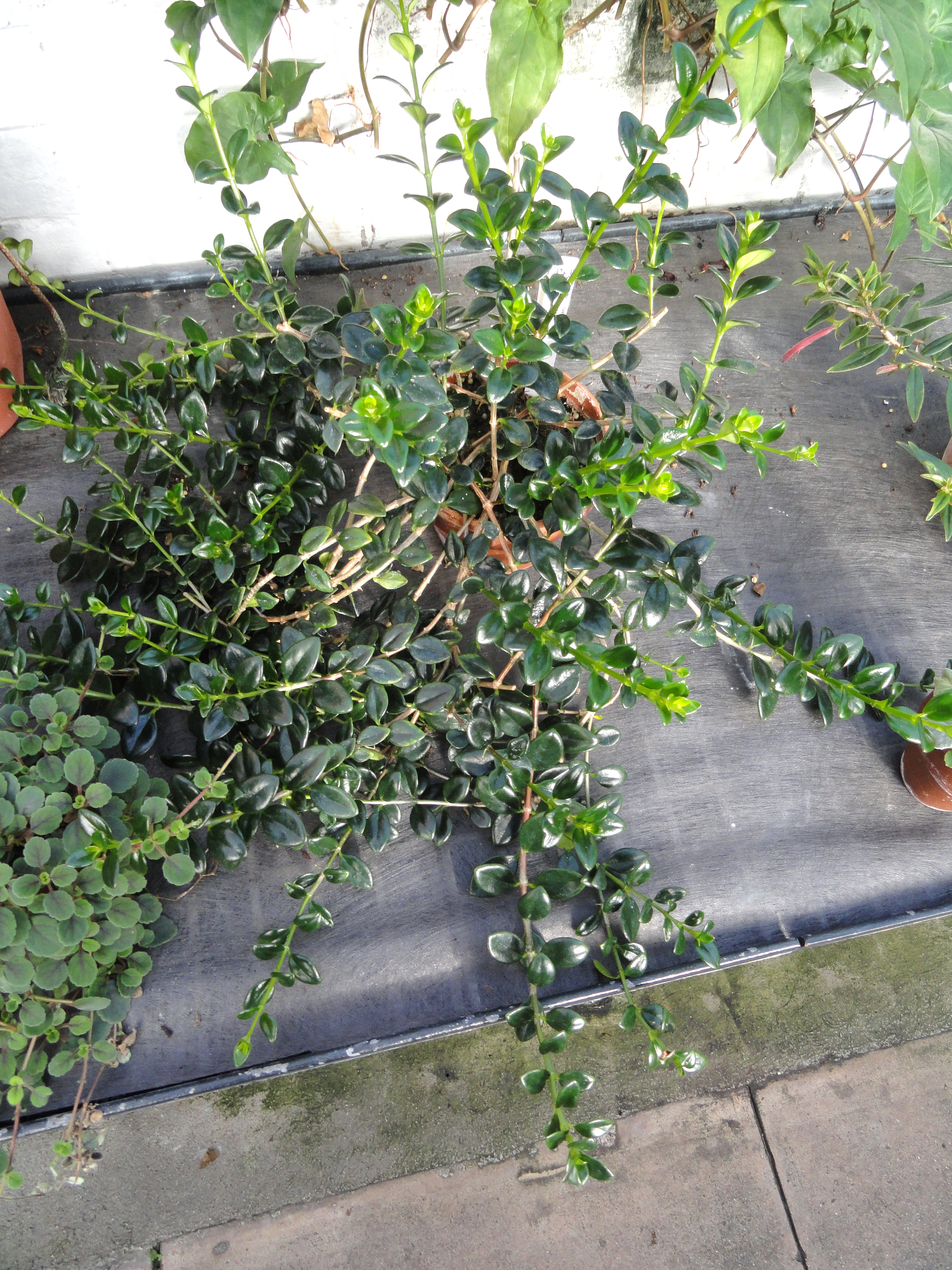
Vista general de la planta
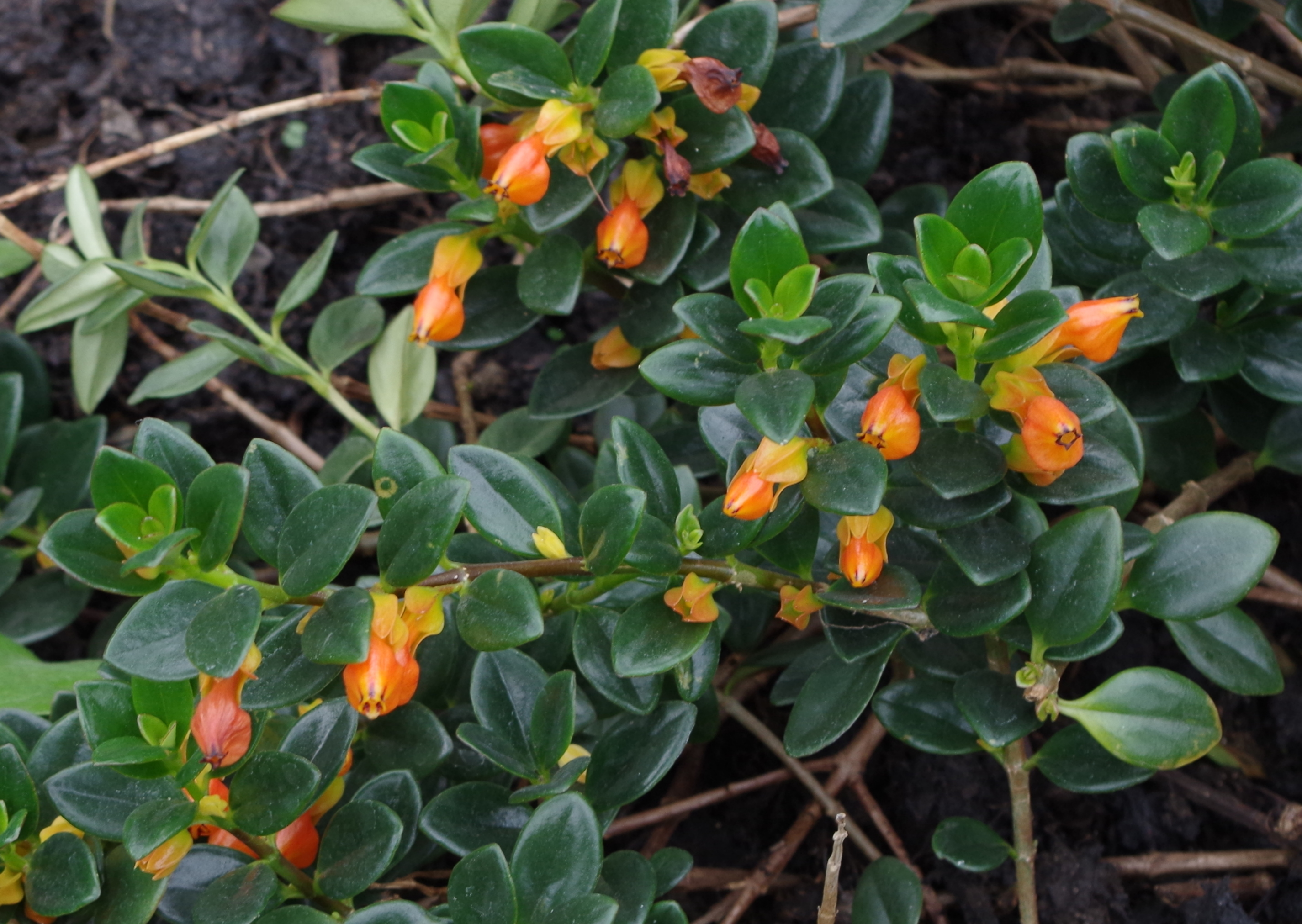
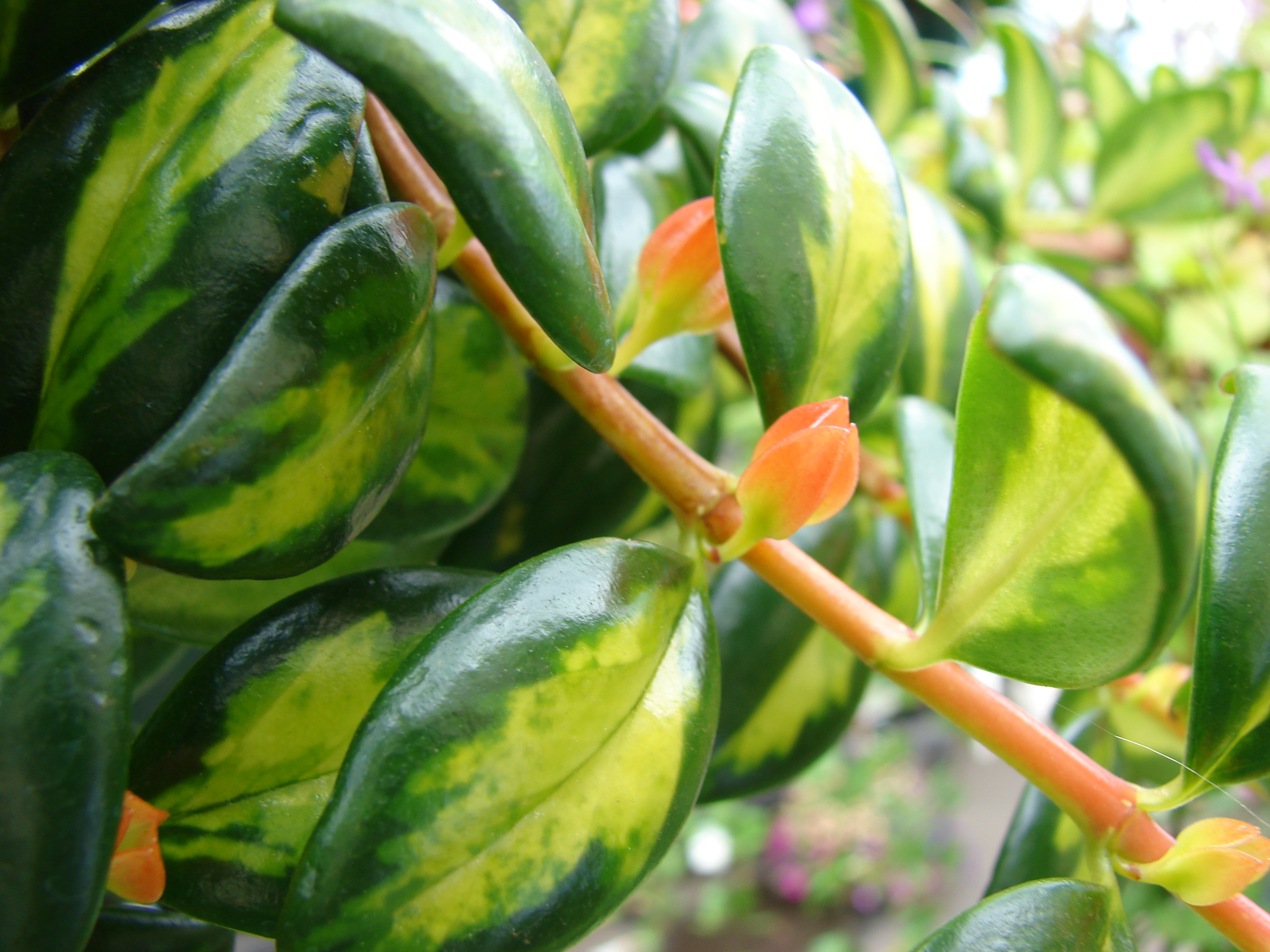
Hojas variegadas en detalle
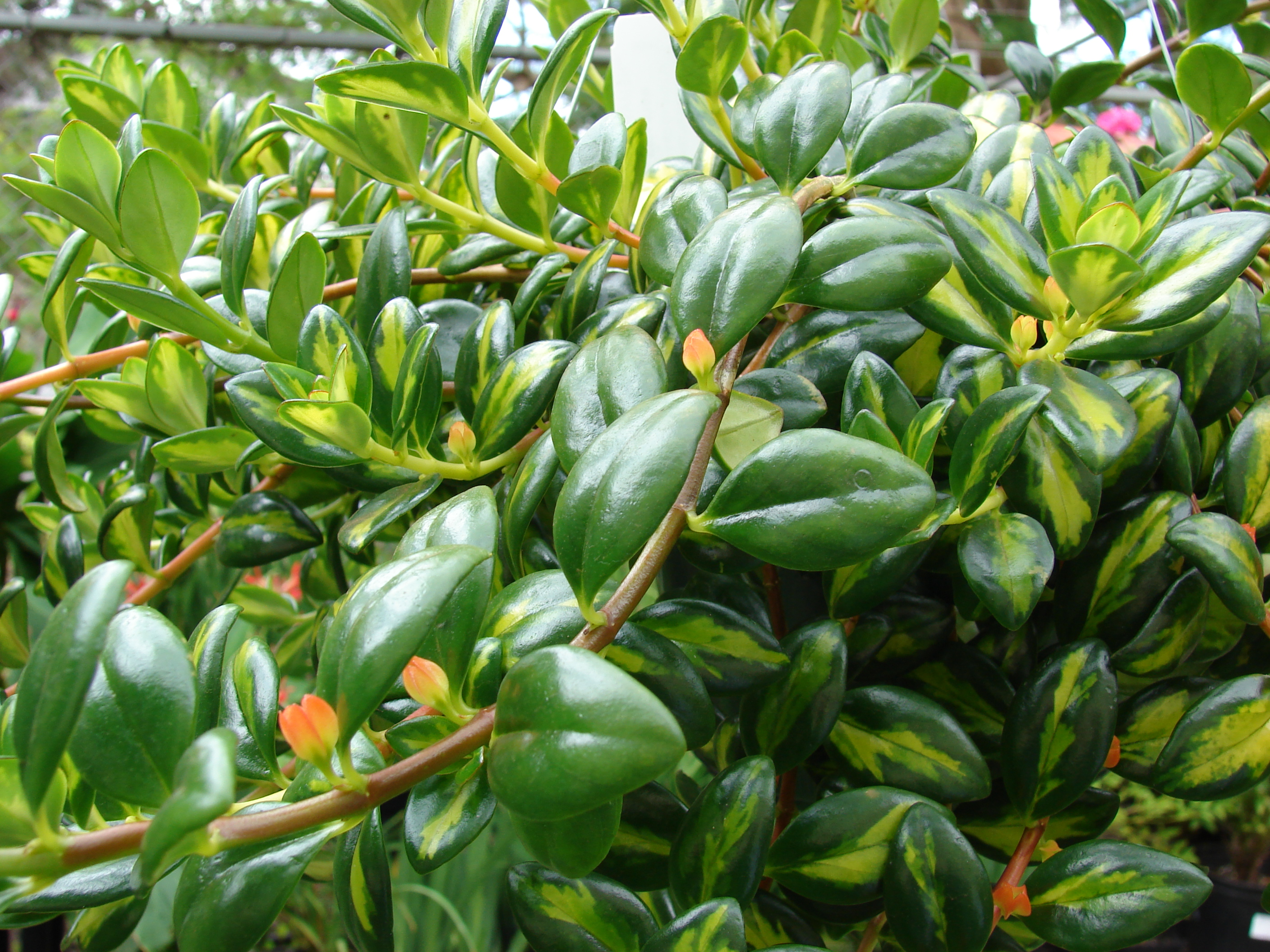
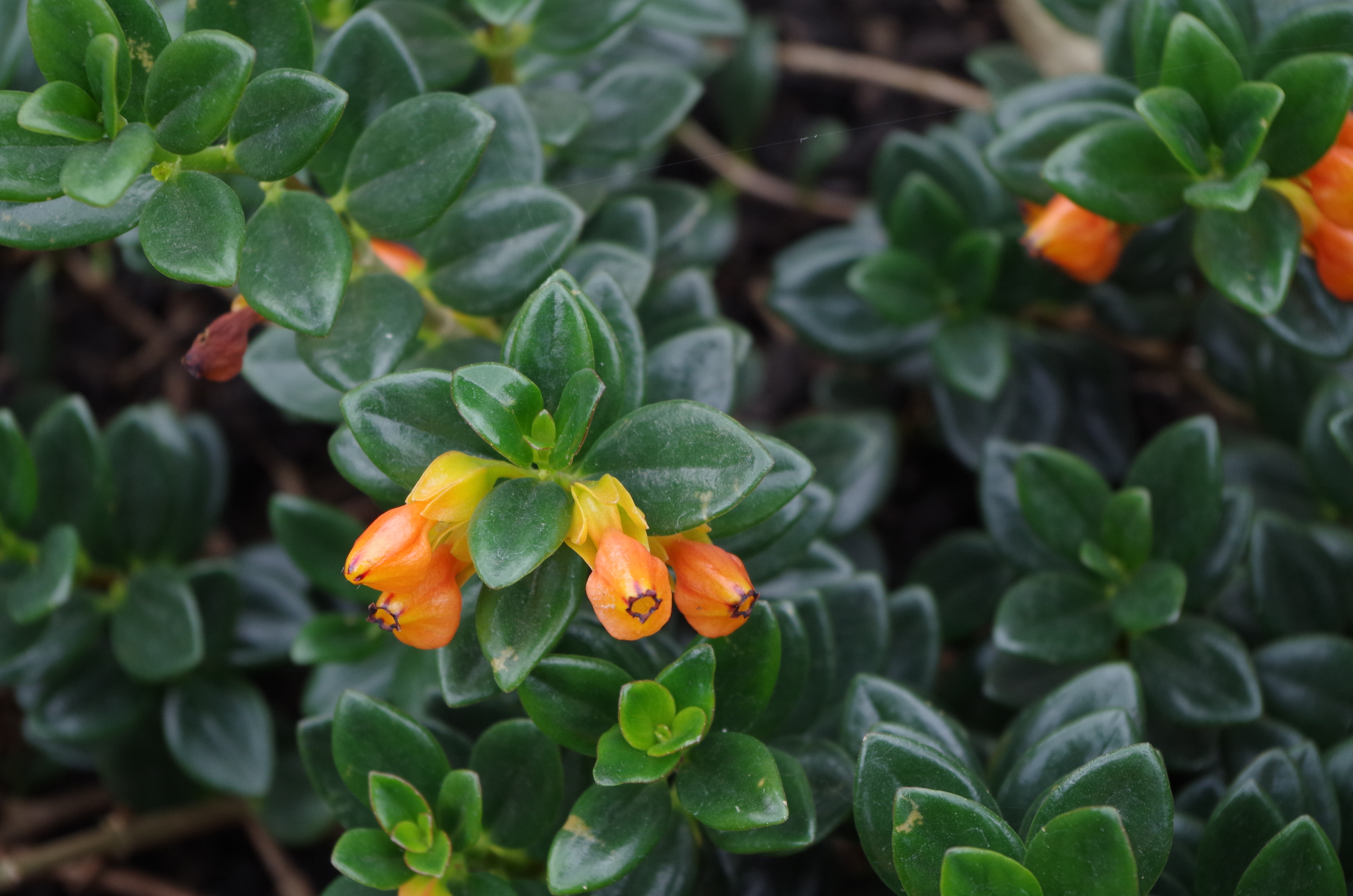
Flores en detalle